# Actée (Attique)
Pour les articles homonymes, voir Actée.
Dans la mythologie grecque, Actée (en grec ancien Ἀκταῖος / Aktaïos) est le premier roi légendaire d'Attique, dans les temps anciens qui précédèrent le déluge de Deucalion (la région porta d'ailleurs son nom jusqu'à ce que Cranaos ne le  change). Il avait une fille, Aglaure, devenue l'épouse de Cécrops, le fondateur d'Athènes, qui lui succéda. Actée passe ainsi souvent pour le précurseur de la monarchie athénienne.